# جعفرآباد علیا (بخش مرکزی دلفان)
جعفرآباد علیا یک روستا در ایران است که در شهرستان دلفان واقع شده‌است. جعفرآباد علیا ۲۳۲ نفر جمعیت دارد.